# Соловьёв, Андрей Игоревич
Андре́й И́горевич Соловьёв (10 июля 1954, Мурманск — 9 августа 1996, Москва) — советский и российский поэт, поэт-песенник, получивший известность благодаря сотрудничеству с Николаем Корзининым и группой «Игры».

## Биография
Родился 10 июля 1954 года в Мурманске. С 1971 по 1990 годы жил в Ленинграде. Учился в ФИНЭКе в Питере и в Мурманском Педагогическом институте. Был близок со многими музыкантами, художниками и поэтами тогдашнего ленинградского андеграунда (хотя в те дни они вовсе не считали себя каким-то подпольем или контркультурой). Работал в котельных и кочегарках, чтобы избежать уголовного преследования по статье «Тунеядство», но любая работа была вынужденным грузом к основному делу его жизни.
В середине 1970-х познакомился с создателем «Большого Железного Колокола» Николаем Корзининым, с этого времени начались их дружба и сотрудничество. Сольный альбом Корзинина «Камни Санкт-Петербурга», получивший второе место в конкурсе магнитоальбомов журнала «Аврора» 1988 года, написан в основном на стихи Андрея Соловьёва. Возможно, неожиданно даже для него самого, получился цикл удивительно красивых и романтичных баллад.
На его стихи создавал песни ленинградский рок-музыкант Виктор Сологуб для своей группы «Игры». К ним относятся «Злоба», «Освобождение (Знать не желаю завтра)», «Небесные двери», «Где мы можем оказаться?», «Памятник», «Лечу», «Ничего родного». Виктор и Григорий Сологубы, в то время искавшие новую поэтическую основу, положили на музыку несколько стихотворений совсем другого толка — отчаянных, резких — которые как нельзя лучше соответствовали их предпочтениям. В результате были созданы альбомы «Крик в жизни» и «Детерминизм» (1989).

 «„Нет мне дела до тех, кто не слышит песен, звучащих в моей голове…“ С этих строк началось моё тотальное увлечение поэзией, когда в 1975 году один из моих сокурсников во время студенческой вечеринки читал стихи Соловьёва, и только десять лет спустя я познакомился с Андреем лично и, набравшись смелости, попросил разрешения писать музыку на его стихи. С тех пор он стал незримым музыкантом группы ИГРЫ».— Виктор Сологуб
Самая известная песня Корзинина на стихи Соловьёва, «Пасха», впервые прозвучала в 1988-м году в рамках выступления группы «Санкт-Петербург» на VII фестивале Ленинградского Рок-Клуба. Началось с того, что Соловьёв показал стих Корзинину, и тот сразу взял дома гитару, чтобы быстро создать композицию. Затем он вернулся, сыграл и спел. Поэту понравилось. Также Владимиром Рекшаном была создана английская версия «Пасхи» — «Day of Eastern», вошедшая в 2009 году в альбом «Alcogolic’s Songs».
Умер 9-го августа 1996 года в Москве. Живя в столице, он одно время даже думал о том, чтобы уехать на Запад. Но — как точно отозвался о нём один из друзей, Владимир Рекшан, Андрей, «несомненно тонкий, концептуальный лирик», был «домоседом по характеру и скитальцем по судьбе» — а поэтому времени на оформление многочисленных документов так и не нашел. Продолжал писать стихи, хотя они уже не были такими яркими, как раньше. Андрей Соловьёв скончался дома, во сне, от остановки сердца.
«Все к лучшему, навеки к лучшему», — написал он когда-то.

## Творчество
«Постигая звуки этого мира… Мое сердце отдано музыке — Тишине отдана душа». Так сам о себе отзывался.

 Андрей Соловьёв был Поэтом не по диплому, не по призванию и даже не по зову души. Он был Поэтом по природе. По своей натуре, по взгляду на мир, по своему мироощущению. Он не писал стихи, он ими мыслил, возможно даже, не называл свои стихи Поэзией — честно говоря, не припомню, чтобы мы с ним когда-либо говорили о его стихах или о поэзии вообще. Иногда он дарил их друзьям или хорошим знакомым — будто страницы из растрепавшейся по листочку хорошей книги, но тут же переводил разговор на другое. Мне кажется, он ни разу не печатал эти стихи на страницах официальной прессы или в коллективных сборниках — то ли не случалось, то ли не находил это нужным. И тем не менее, был Настоящим Поэтом — одним из немногих, кого мне посчастливилось встретить в жизни.— Андрей Бурлака
В 1992 году стихи Андрея Соловьёва вошли в сборник рок-поэзии «Слово Рока», составленный Владимиром Рекшаном (наряду со стихами Александра Башлачёва, Виктора Цоя, Майка Науменко, Андрея Макаревича, Бориса Гребенщикова, Константина Кинчева, самого Рекшана).
А в 1998 году (уже после смерти Поэта) было издано сразу два сборника его стихов: «„До востребования“, Стихи и Поэмы» (начало 1998 года), составитель — Николай Корзинин; «„Чувствую всё“, Стихотворения» (конец 1998 года),
составитель — Николай Соловьёв (старший брат Андрея).